# Spencer Jones (cráter)

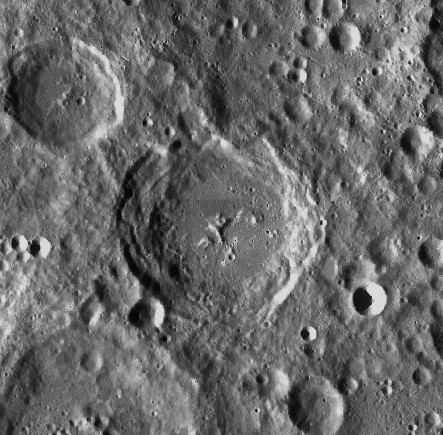
Fotografía de la misión Lunar Reconnaissance Orbiter

Spencer Jones es un cráter de impacto perteneciente a la cara oculta de la Luna. A poco más de 20 km de Spencer Jones yace el cráter ligeramente más pequeño Papaleksi hacia el sur-suroeste. Al noreste se encuentra Anderson. El cráter se halla sobre el margen sudoeste de la Cuenca Freundlich-Sharonov.
|  |

Es un elemento aproximadamente circular, con un brocal moderadamente erosionado. La pared interior es considerablemente ancha en todo su perímetro. El suelo interior es relativamente plano, con una pequeña cresta situada al sur del punto medio. Unido al borde exterior suroeste se halla el pequeño cráter satélite Spencer Jones Q.

## Cráteres satélite
Por convención estos elementos son identificados en los mapas lunares poniendo la letra en el lado del punto medio del cráter que está más cercano a Spencer Jones.
|               | \| Spencer Jones \| Coordenadas \| Diámetro \| \| ------------- \| ------------------------------ \| -------- \| \| H \| 12°06′N 167°54′E / 12.1, 167.9 \| 17 km \| \| J \| 9°42′N 168°00′E / 9.7, 168.0 \| 12 km \| \| K \| 10°24′N 167°00′E / 10.4, 167.0 \| 29 km \| \| Q \| 12°00′N 164°24′E / 12.0, 164.4 \| 17 km \| \| W \| 15°12′N 163°18′E / 15.2, 163.3 \| 50 km \| |          |
| Spencer Jones | Coordenadas | Diámetro |
| H             | 12°06′N 167°54′E / 12.1, 167.9 | 17 km    |
| J             | 9°42′N 168°00′E / 9.7, 168.0 | 12 km    |
| K             | 10°24′N 167°00′E / 10.4, 167.0 | 29 km    |
| Q             | 12°00′N 164°24′E / 12.0, 164.4 | 17 km    |
| W             | 15°12′N 163°18′E / 15.2, 163.3 | 50 km    |

## Referencias

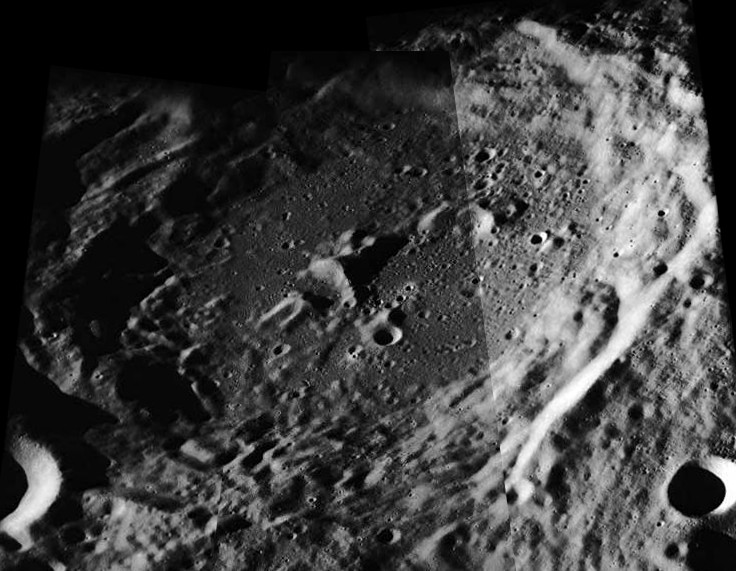
Fotografía de la misión Apolo 16